# Marie Émile Antoine Béthouart

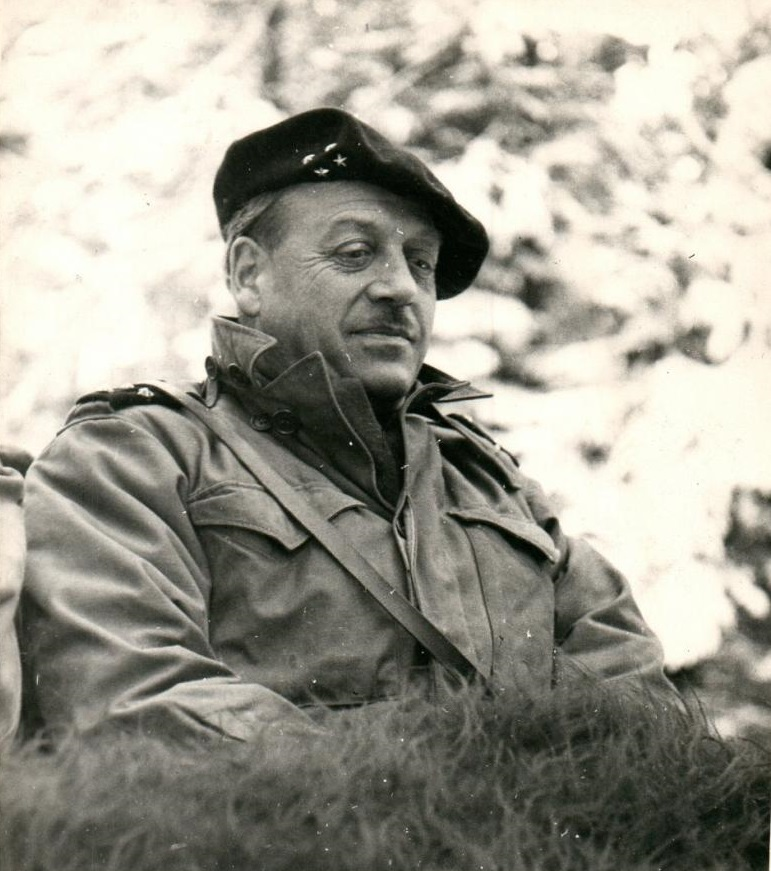
General Antoine Béthouart

Marie Émile Antoine Béthouart (* 17. Dezember 1889 in Dole; † 17. Oktober 1982 in Fréjus) war ein General der französischen Armee. 1945 wurde er Oberkommandierender der französischen Besatzungstruppen in Österreich und war dort von 1946 bis 1950 Hochkommissar. 

## Ausbildung
Antoine Béthouart wurde in Saint-Cyr ausgebildet, der Offiziersschule des französischen Heeres. Nach dem Ersten Weltkrieg, in dem er als Offizier beim (alpinen) 159. Infanterieregiment dreimal verwundet worden war, kam Béthouart als militärischer Berater zuerst nach Finnland und dann nach Jugoslawien. Daraufhin bekam er das Kommando über die 5. Halbbrigade der Alpenjäger.

## Zweiter Weltkrieg
Seit 1937 Colonel, wurde Béthouart 1940 nach dem deutschen Angriff auf Norwegen mit dem französischen Expeditionskorps nach Norwegen geschickt, wo seine Einheiten die Briten bei Namsos und Narvik unterstützten. Nach der französischen Niederlage von 1940 diente er bei den Truppen des Vichy-Regimes von General Philippe Pétain in Marokko, schloss sich aber nach der Landung der Alliierten in Nordafrika im November 1942 General Charles de Gaulles freifranzösischen Truppen an, deren Generalstab er ab 1944 leitete.
Béthouart führte während der Befreiung Frankreichs als Général de corps d’armée das 1. Korps der Armee B (ab 25. September 1944: 1. französische Armee) bei der Landung in der Provence im August 1944 über das Rhonetal und das Elsass bis nach Süddeutschland.

## Zeit in Österreich

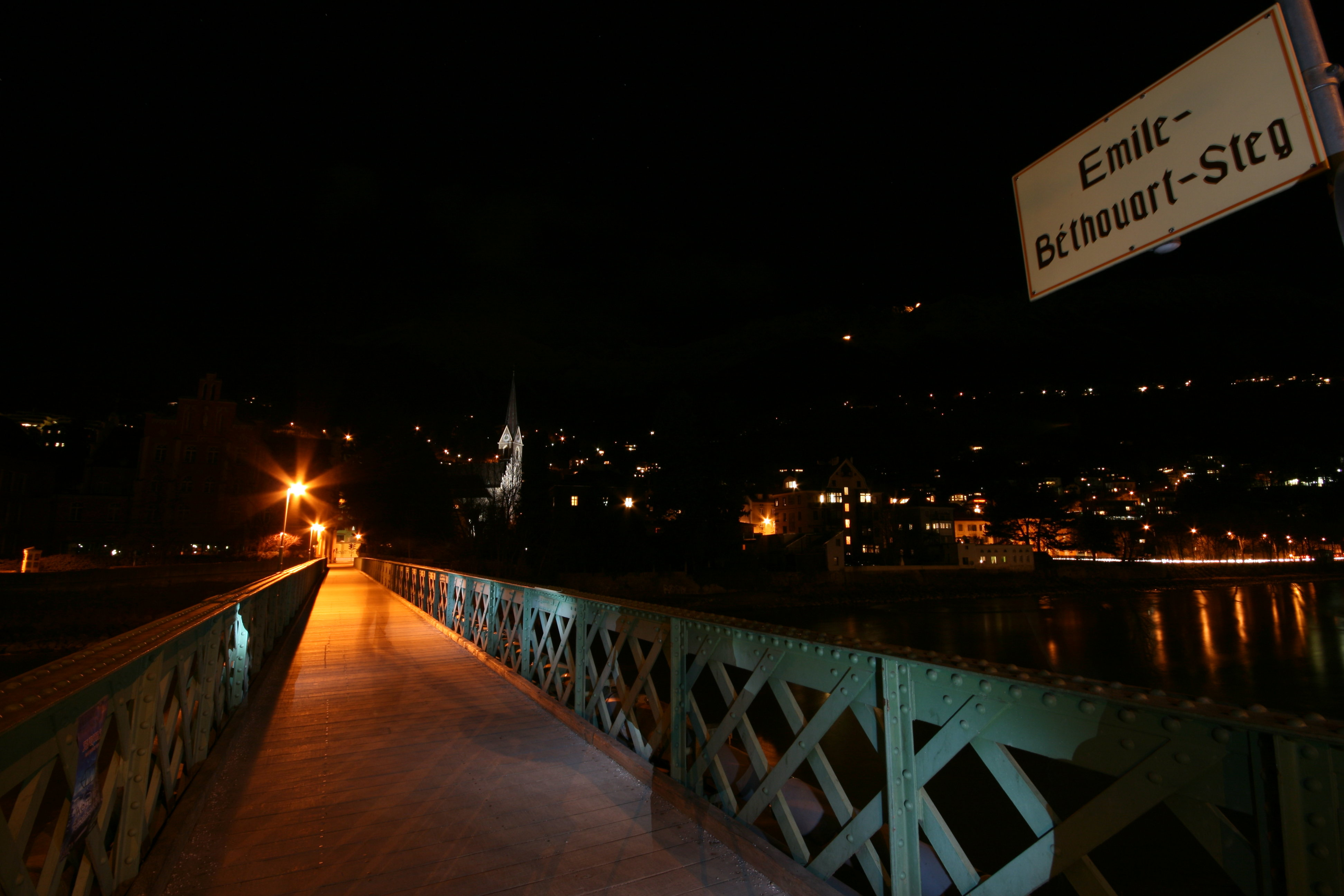
Béthouart-Steg in Innsbruck

Im April und Mai 1945 nahm er als Kommandeur des 1. Korps der 1. Französischen Armee an der Besetzung Vorarlbergs und Tirols Teil. Dabei knüpfte er Kontakte zu Personen des österreichischen Widerstandes gegen den Nationalsozialismus. Nach dem Ende des Zweiten Weltkriegs in Europa wurde er zum Kommandanten der in Österreich stationierten französischen Besatzungstruppen und schließlich zum französischen Hochkommissar für Österreich ernannt. Seine Besatzungszone umfasste Vorarlberg und Nordtirol. Er zeichnete sich als weitsichtiger Unterstützer eines unabhängigen österreichischen Staates aus. Er betonte stets, nicht als Besatzer, sondern als Befreier gekommen zu sein, und ließ an Österreichs Grenzen in seinem Einflussbereich Schilder mit der Aufschrift Autriche, pays ami anbringen (zu deutsch ‚Österreich, befreundetes Land‘).
Den Respekt der Tiroler sicherte er sich, indem er den traditionellen Schützenverbänden erlaubte, sich mit ihren historischen Waffen zu präsentieren. Den Höhepunkt an Popularität erreichte er 1950, als er vor dem Andreas-Hofer-Denkmal am Bergisel bei Innsbruck einen Kranz niederlegte. Immerhin war Béthouart „militärischer Nachfolger“ der einstigen Gegner der Tiroler Volkserhebung von 1809. Auch das Befreiungsdenkmal am Innsbrucker Landhausplatz, das vom Tiroler Adler bekrönt wird und mit der schlichten Inschrift PRO LIBERTATE AUSTRIAE MORTUIS allen für die Freiheit Österreichs Gestorbenen gewidmet ist, geht auf seine Initiative zurück.

## Politische Karriere
Im Anschluss an seine militärische Laufbahn wurde Béthouart Senator und war Mitglied in der Commission des Affaires étrangères et des Forces armées.

## Auszeichnungen und Würdigung
- 1960 erhielt er das Große Goldene Ehrenzeichen mit dem Stern für Verdienste um die Republik Österreich[3]
- Ein Steg in Innsbruck trägt heute seinen Namen, der Emile-Béthouart-Steg. Der Steg wurde am 10. Juni 2003 unter Anwesenheit von Prominenz und Ehrenformationen aus Österreich und Frankreich feierlich benannt.[1]
- Ein Jahrgang der Militärschule Saint-Cyr trägt seinen Namen: der 187. Jahrgang (2000–2003).

## Werke
- La bataille pour l'Autriche. Presses de la Cité, Paris 1966; deutschsprachige Ausgabe: Die Schlacht um Österreich. Hiro Production International, Wien 1967.